# Refuge des Drayères
Il refuge des Drayères (2.180 m s.l.m.) è un rifugio alpino francese (dipartimento delle Alte Alpi) che si trova nelle Alpi del Moncenisio (Alpi Cozie).

## Caratteristiche
Situato nel comune di Névache, il rifugio è collocato al fondo della Valle della Clarée in una zona particolarmente ricca di laghi alpini.

## Accesso
L'accesso avviene normalmente dal parcheggio nei pressi della Chapelle St Jacqeus sopra Névache. Di qui il rifugio è raggiungibile per comodo sentiero in circa 45 minuti. Durante la stagione invernale occorre partire da Névache e si raggiunge il rifugio in circa tre ore.

## Ascensioni
- Monte Thabor - 3.178 m
- Pointe des Cerces - 3.097 m
- Rocca Gran Tempesta - 3.002 m
- Roche Chateau - 2.898 m
- Aiguille Noire - 2.869 m